# Sebastian Mannström
Sebastian Mannström (* 29. Oktober 1988 in Kokkola) ist ein finnischer Fußballspieler, der zumeist im offensiven Mittelfeld zum Einsatz kommt.

## Karriere
Von seinem Heimatverein Gamlakarleby BK aus startete er im Jahre 2004 in den Erwachsenenbereich und war dabei mit seinem Verein ausschließlich im unterklassigen Fußball im Einsatz. Während dieser Zeit bereits ein mehrfacher Jugendnationalspieler kam Mannström im Jahre 2008 zum finnischen Erstligisten FF Jaro, wo er schließlich seinen Durchbruch feierte und zu einem erfolgreichen U-21-Nationalspieler und Stammspieler in der Veikkausliiga wurde. Zum Saisonbeginn 2011 schloss er sich dem finnischen Rekordmeister HJK Helsinki an, bei dem er als Stammspieler im Mittelfeld aktiv war und die Rückennummer 7 trug. Noch zu seiner Zeit beim FF Jaro schaffte Mannström den Sprung in die finnische A-Nationalmannschaft und kam vorwiegend als HJK-Helsinki-Spieler zu seinen Teameinsätzen. Im Januar 2015 wechselte Mannström nach Deutschland zur SV Elversberg in die viertklassige Regionalliga Südwest. Nach sieben Monaten und zehn Einsätzen kehrte Mannström nach Finnland zurück und schloss sich Inter Turku an. Zur Saison 2016/17 ging er erneut in die deutsche Regionalliga Südwest und spielte für zwei Jahre bei den Stuttgarter Kickers. Seit 2018 steht er wieder in seiner finnischen Heimatstadt bei Kokkolan Palloveikot unter Vertrag.

## Erfolge
- Finnischer Meister: 2011, 2012, 2013, 2014
- Finnischer Pokalsieger: 2011, 2014